# Kanton Sainte-Rose-1
Kanton Sainte-Rose-1 is een kanton van het Franse departement Guadeloupe. Kanton Sainte-Rose-1 maakt deel uit van het arrondissement Basse-Terre en telt 15.628 inwoners (2019).

## Gemeenten
De kanton Sainte-Rose-1 omvat de volgende gemeenten:
- Bouillante (deels)
- Deshaies
- Pointe-Noire
- Sainte-Rose (deels)